# Symbolanthus stuebelii
Symbolanthus stuebelii är en gentianaväxtart som beskrevs av Ernest Friedrich Gilg. Symbolanthus stuebelii ingår i släktet Symbolanthus och familjen gentianaväxter. Inga underarter finns listade i Catalogue of Life.